# سياسة التأشيرات في قبرص الشمالية
تتناول سياسة التأشيرات في قبرص الشمالية المتطلبات التي يجب أن يستوفيها المواطن الأجنبي الراغب في السفر إلى شمال قبرص والدخول إليها والإقامة فيها.

## خريطة سياسة التأشيرات

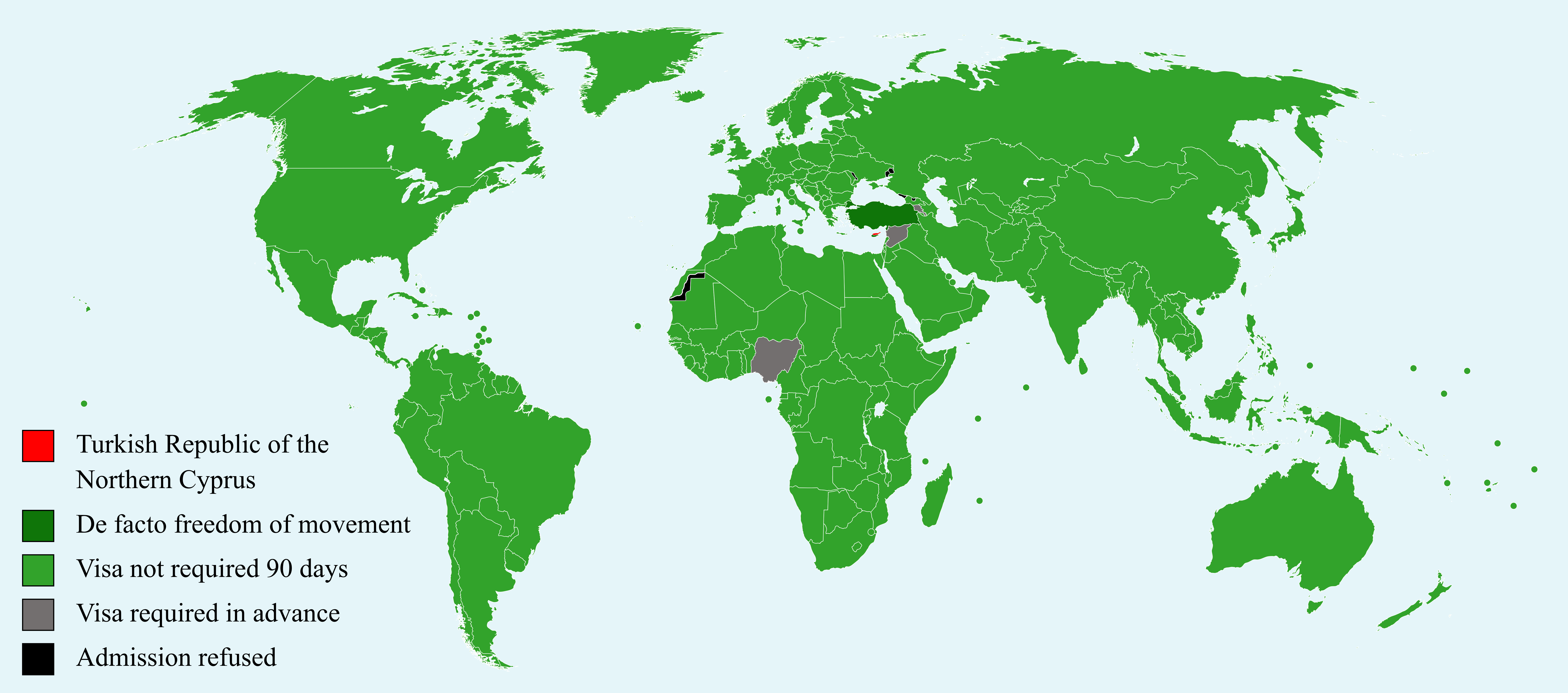
جمهورية شمال قبرص التركية
حرية تنقّل بحكم الأمر الواقع
لا حاجة إلى تأشيرة لمدة 90 يوماً
تأشيرة مطلوبة مسبقاً
الدخول مرفوض

## الإعفاء من جواز السفر
يُسمح لمواطني البلدان التالية بدخول شمال قبرص باستخدام بطاقة الهوية (بما في ذلك بطاقة جواز السفر الأيرلندية) بدلاً من جواز السفر لمدة تصل إلى 90 يوماً خلال أي فترة 180 يوماً (أي دون الحصول على تصريح عمل أو إقامة):
| - جميع الدول الأعضاء في الاتحاد الأوروبي \| - آيسلندا - ليختنشتاين - النرويج \| - سويسرا - تركيا \| \| |                  |  |
| - آيسلندا - ليختنشتاين - النرويج                                                                       | - سويسرا - تركيا |  |

## الإعفاء من التأشيرة (تأشيرة مجانية عند الوصول)

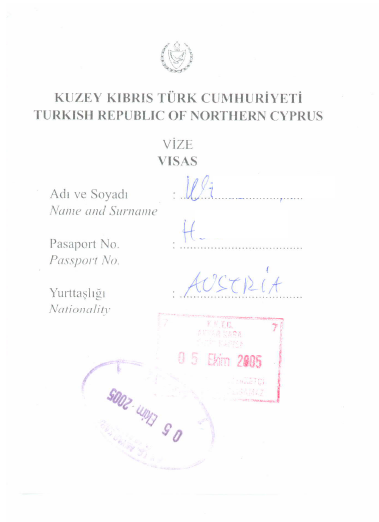
تأشيرة قبرصية تركية صُدرت لمواطن نمساوي على حدود أكيار ودكيليا

يمكن لمواطني جميع البلدان (باستثناء أرمينيا ونيجيريا وسوريا) الحصول على تأشيرة مجانية عند الوصول من قبل ضابط الهجرة في الموانئ والمعابر الحدودية المخصصة للإقامة لمدة أقصاها 90 يوماً خلال أي فترة 180 يوماً.
يُطلب من جميع المواطنين الأجانب الذين يرغبون في الإقامة في شمال قبرص لأكثر من 90 يوماً الحصول على تصريح إقامة. وسيُفرض على من يتجاوز مدة الإقامة المسموح بها دون تصريح إقامة غرامة تأشيرة (100.23 ليرة تركية عن كل يوم) يجب دفعها عند الدخول مرة أخرى مستقبلاً.

## تأشيرة مطلوبة مسبقاً
يجب على مواطني البلدان التالية الحصول على تأشيرة من إحدى البعثات الدبلوماسية لشمال قبرص:
| - أرمينيا - نيجيريا - سوريا |